# 強弱危機分析

SWOT分析矩阵

在战略计划和战略管理中，SWOT分析法（英語：SWOT analysis，又称强弱危机分析、优劣分析法和道斯矩阵）是一种决策技术，用于识别一个组织自身的优势（Strengths）、劣势（Weaknesses），以及外部竞争上的机会（Opportunities）和威胁（Threats）。
SWOT分析评估组织的战略定位，通常在决策过程的初步阶段使用，以识别有利和不利的内部和外部因素。SWOT分析的使用者通过提问来分析和列出一个组织或项目的内部优势、劣势，以及外部的机会与威胁，从而找出该组织或项目的竞争优势。
SWOT分析被描述为一种行之有效的战略分析工具，但也因其局限性受到批评，如分析的静态性、个人偏见对识别关键因素的影响，以及对外部因素的过度强调而导致组织产生反应性战略。因此，多年来学者们已经提出了一些替代SWOT的方法。

## 概述
“SWOT”这一名称是其四个组成部分的首字母缩写：
- 优势（Strengths）：企业或项目相对于其他企业或项目的优势
- 劣势（Weaknesses）：使企业或项目相对于其他企业或项目的劣势，这些劣势会使得企业或项目处于不利地位
- 机会（Opportunities）：企业或项目可以利用的、能够为其带来优势的外部环境因素
- 威胁（Threats）：可能为企业或项目带来麻烦的外部环境因素

### 内部和外部因素
优势和劣势通常被认为是内部因素，而机会和威胁则通常被认为是外部因素。一个组织的内部优势与外部机会的匹配程度被称为战略适配度。

## 常見的錯誤
下列兩個常見的錯誤，是新手在進行SWOT分析時，很容易誤犯的。有時這樣的錯誤會嚴重誤導分析結果。
- 在整體目標尚未明確和獲得共識前，就進行SWOT分析。

1. 整體的企業或計畫案目標都尚未被確認時，可能SWOT團隊成員都各想各的，導致SWOT分析也七零八落，最後分析出的結果也無法落實，因為最主要的目標可能有三或五個，甚至不停的改變，如此將造成多頭馬車的狀況。
2. 會造成這種現象，並非是整體目標未被提出的狀況；有時可能目標已經提出了，但每個人理解的狀況僅在他們腦中，沒有經過分享與確認，而造成誤解。

- 將SWOT分析當做可行的策略。

1. SWOT分析僅是現況，客觀的陳述。也許多數人在優勢、劣勢與威脅面都能做到客觀的陳述，但在機會這一象限，許多人會將策略寫進去，而非現象。
2. 可以試著將機會想成：「理想情況」（Auspicious Conditions）的描述，這會有助於推出下一步的策略。

## 在SWOT分析之後
進而需用USED技巧來產出解決方案，USED是下列四個方向的重點縮寫，如用中文的四個關鍵字，會是「用、停、达、禦」。USED分別是
- 如何善用每個優勢？ How can we Use each Strength?
- 如何停止每個劣勢？ How can we Stop each Weakness?
- 如何達成每個機會？ How can we Exploit each Opportunity?
- 如何抵禦每個威脅？ How can we Defend against each Threat?

## 外部連結
- 维基共享资源上的相關多媒體資源：強弱危機分析